# Формула-1 — Гран-прі Сан-Марино 2005

Схема траси Автодрому Енцо та Діно Феррарі

Гран-прі Сан-Марино 2005 (офіційно — Formula 1 Gran Premio Foster's di San Marino 2005) — автоперегони чемпіонату світу з Формули-1, які відбулися 24 квітня 2005 року на Автодромі Енцо та Діно Феррарі в Імолі, Емілія-Романья, Італія. Це четвертий етап Чемпіонату світу 2005 і 25-й Гран-прі Сан-Марино в історії Формули-1.
Переможцем гонки став іспанець Фернандо Алонсо (Renault), який зміцнив своє лідерство в особистому заліку, здобувши третю перемогу та четвертий подіум у чотирьох гонках, перервавши переможну серію братів Шумахерів із 1999 по 2004 рік. Міхаель Шумахер фінішував другим за Ferrari, відставши від Алонсо лише на дві десяті секунди після напруженої боротьби на останніх колах. Дженсон Баттон (BAR) фінішував третім, але його команду згодом дискваліфікували через недостатню вагу болідів; третє місце було присуджено Александру Вюрцу (McLaren).
Поул-позицію здобув пілот McLaren Кімі Ряйкконен, скориставшись системою сумарного часу двох кваліфікаційних сесій, що діяла на початку сезону 2005 року. Він лідирував від старту до сходу на дев’ятому колі через поломку приводного вала. Алонсо очолив гонку і утримував лідерство, окрім фаз піт-стопів, коли лідирували Баттон, а згодом Шумахер, який обійшов Баттона.

## Треті пілоти (п’ятниця)
Шість команд, що посіли найнижчі місця в Кубку конструкторів 2004, мали право виставити третій болід під час вільних заїздів у п’ятницю. Ці пілоти брали участь у п’ятничних практиках, але не змагалися в кваліфікації чи гонці.
| Конструктор       | №  | Пілот            |
| ----------------- | -- | ---------------- |
| McLaren-Mercedes  | 35 | Педро де ла Роса |
| Sauber-Petronas   |    | —                |
| Red Bull-Cosworth | 37 | Крістіан Клін    |
| Toyota            | 38 | Рікардо Зонта    |
| Jordan-Toyota     | 39 | Роберт Дорнбос   |
| Minardi-Cosworth  |    | —                |

## Звіт

### Передумови
Вітантоніо Ліуцці замінив Крістіана Кліна у другому боліді Red Bull на цій та наступних трьох гонках; за одностайною згодою команд Кліну дозволили керувати болідом №37 для Red Bull під час п’ятничних практик. Александр Вюрц виступав за McLaren-Mercedes, замінивши травмованого Хуана Пабло Монтойю. Під час першої кваліфікаційної сесії в суботу Red Bull оголосили, що використовуватимуть двигуни Ferrari протягом двох років, починаючи з сезону 2006.
Після Гран-прі Бахрейну Фернандо Алонсо лідирував в особистому заліку з 26 очками, випереджаючи Ярно Труллі на 10 очок і Джанкарло Фізікеллу на 16 очок. У Кубку конструкторів Renault мали 36 очок, випереджаючи Toyota на 11 очок і McLaren на 17 очок.

### Гонка
Кімі Ряйкконен стартував із поул-позиції, створивши відрив у кілька секунд, але зійшов на дев’ятому колі через поломку приводного вала. Фернандо Алонсо очолив гонку і залишався лідером до 50-го кола, коли Міхаель Шумахер виїхав із піт-стопу одразу позаду нього. Шумахер стартував 13-м і 20 кіл не міг обійти Ярно Труллі, доки той не заїхав на піт-стоп, що дозволило Шумахеру пришвидшитися. Після власного піт-стопу він виїхав третім, попереду Труллі, і почав наздоганяти Алонсо. Шумахер обійшов Дженсона Баттона, що йшов другим, скоротивши 20-секундне відставання за 13 кіл. Після другої серії піт-стопів він виїхав із боксів за кілька секунд позаду Алонсо. Наступні 12 кіл Шумахер намагався обійти Алонсо, але той утримав лідерство і здобув перемогу. Третім фінішував Баттон, за ним — Александр Вюрц, Такума Сато, Жак Вільнев, Труллі та Ральф Шумахер. Ральфа згодом оштрафували на 25 секунд за небезпечний виїзд із піт-стопу перед Ніком Хайдфельдом, що тимчасово опустило його на 11-те місце.

### Після гонки
Після гонки перевірка виявила, що болід Дженсона Баттона не відповідав мінімальній вазі 600 кг після зливу пального. Стюарди спочатку виправдали Баттона, вважаючи дані BAR-Honda достатніми для доказу дотримання правил, але FIA подала апеляцію до суду. BAR визнали винними, але замість дискваліфікації з чемпіонату їх заборонили на дві гонки, починаючи з Гран-прі Іспанії. Крім того, Такума Сато, який фінішував п’ятим, був дискваліфікований, хоча його болід не мав проблем із вагою. Таким чином, Александру Вюрцу присудили третє місце, за ним фінішували Жак Вільнев, Ярно Труллі, Нік Хайдфельд, Марк Веббер та Вітантоніо Ліуцці.

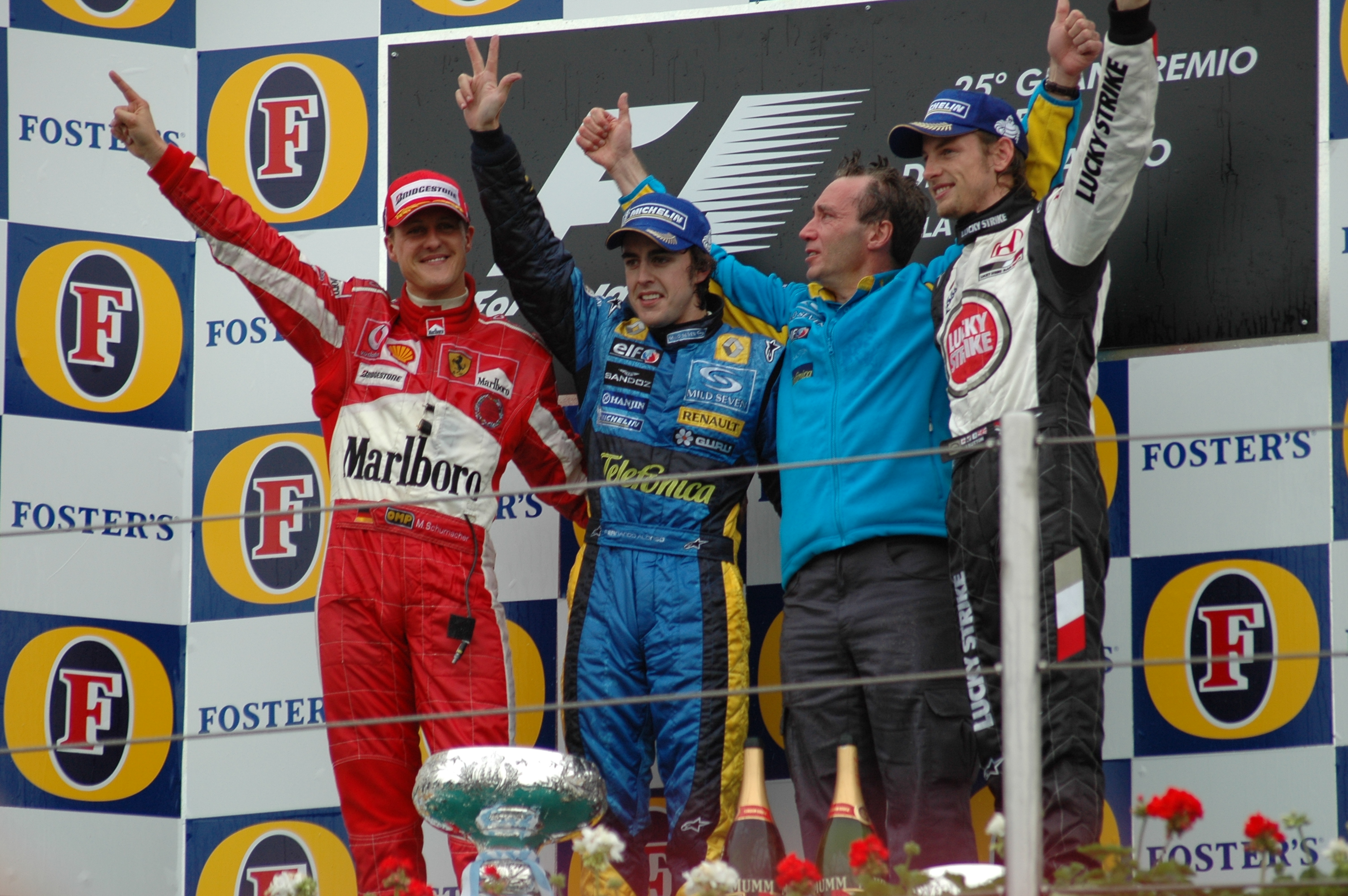
Фернандо Алонсо, Міхаель Шумахер і Дженсон Баттон святкують на подіумі. Баттона та його партнера по команді BAR Такума Сато згодом дискваліфікували.

## Класифікація

### Кваліфікація
Кваліфікація відбулася 23 квітня 2005 року о 14:00 за місцевим часом (UTC+2) і визначила стартову сітку гонки.
| Поз.  | №  | Пілот               | Конструктор       | Q1       | Q2       | Сума     | Відст.  | Старт |
| ----- | -- | ------------------- | ----------------- | -------- | -------- | -------- | ------- | ----- |
| 1     | 9  | Кімі Ряйкконен      | McLaren-Mercedes  | 1:19.886 | 1:22.994 | 2:42.880 |         | 1     |
| 2     | 5  | Фернандо Алонсо     | Renault           | 1:19.889 | 1:23.552 | 2:43.441 | +0.561  | 2     |
| 3     | 3  | Дженсон Баттон      | BAR-Honda         | 1:20.464 | 1:23.641 | 2:44.105 | +1.225  | 3     |
| 4     | 7  | Марк Веббер         | Williams-BMW      | 1:20.442 | 1:24.069 | 2:44.511 | +1.631  | 4     |
| 5     | 16 | Ярно Труллі         | Toyota            | 1:20.492 | 1:24.026 | 2:44.518 | +1.638  | 5     |
| 6     | 4  | Такума Сато         | BAR-Honda         | 1:20.851 | 1:23.807 | 2:44.658 | +1.778  | 6     |
| 7     | 10 | Александр Вюрц      | McLaren-Mercedes  | 1:20.632 | 1:24.057 | 2:44.689 | +1.809  | 7     |
| 8     | 12 | Феліпе Масса        | Sauber-Petronas   | 1:20.593 | 1:24.337 | 2:44.930 | +2.050  | 181   |
| 9     | 8  | Нік Хайдфельд       | Williams-BMW      | 1:20.807 | 1:24.389 | 2:45.196 | +2.316  | 8     |
| 10    | 2  | Рубенс Баррікелло   | Ferrari           | 1:20.892 | 1:24.351 | 2:45.243 | +2.363  | 9     |
| 11    | 17 | Ральф Шумахер       | Toyota            | 1:20.994 | 1:24.422 | 2:45.416 | +2.536  | 10    |
| 12    | 11 | Жак Вільнев         | Sauber-Petronas   | 1:20.999 | 1:25.260 | 2:46.259 | +3.379  | 11    |
| 13    | 6  | Джанкарло Фізікелла | Renault           | 1:21.708 | 1:25.002 | 2:46.710 | +3.830  | 12    |
| 14    | 1  | Міхаель Шумахер     | Ferrari           | 1:20.260 | 1:26.984 | 2:47.244 | +4.364  | 13    |
| 15    | 14 | Девід Култгард      | Red Bull-Cosworth | 1:21.632 | 1:26.438 | 2:48.070 | +5.190  | 14    |
| 16    | 15 | Вітантоніо Ліуцці   | Red Bull-Cosworth | 1:21.804 | 1:26.351 | 2:48.155 | +5.275  | 15    |
| 17    | 19 | Нараїн Картікеян    | Jordan-Toyota     | 1:23.123 | 1:28.976 | 2:52.099 | +9.219  | 16    |
| 18    | 18 | Тіаго Монтейру      | Jordan-Toyota     | 1:25.100 | 1:29.152 | 2:54.252 | +11.372 | 17    |
| 19    | 20 | Патрік Фрісахер     | Minardi-Cosworth  | 1:26.484 | 1:30.564 | 2:57.048 | +14.168 | 191   |
| 20    | 21 | Крістіян Альберс    | Minardi-Cosworth  | 1:25.921 | Без часу | Без часу |         | 201   |
| [ 8 ] |    |                     |                   |          |          |          |         |       |

Примітки
- ↑  — Феліпе Масса, Патрік Фрісахер і Крістіян Альберс отримали штраф у 10 позицій на стартовій решітці за заміну двигуна.

### Перегони
Перегони відбулися 24 квітня 2005 року о 14:00 за місцевим часом (UTC+2) і тривали 62 кола.
| Поз.     | №    | Пілот               | Конструктор         | Шини | Кола | Час/Схід                          | Старт             | Очки |  |
| -------- | ---- | ------------------- | ------------------- | ---- | ---- | --------------------------------- | ----------------- | ---- |  |
| 1        | 5    | Фернандо Алонсо     | Renault             | M    | 62   | 1:27:41.921                       | 2                 | 10   |  |
| 2        | 1    | Міхаель Шумахер     | Ferrari\|           | B    | 62   | +0.215                            | 13                | 8    |  |
| 3        | 10   | Александр Вюрц      | McLaren-Mercedes\|  | M    | 62   | +27.554                           | 7                 | 6    |  |
| 4        | 11   | Жак Вільнев         | Sauber-Petronas\|   | M    | 62   | +1:04.442                         | 11                | 5    |  |
| 5        | 16   | Ярно Труллі         | Toyota\|            | M    | 62   | +1:10.258                         | 5                 | 4    |  |
| 6        | 8    | Нік Хайдфельд       | Williams-BMW\|      | M    | 62   | +1:11.282                         | 8                 | 3    |  |
| 7        | 7    | Марк Веббер         | Williams-BMW\|      | M    | 62   | +1:23.297                         | 4                 | 2    |  |
| 8        | 15   | Вітантоніо Ліуцці   | Red Bull-Cosworth\| | M    | 62   | +1:23.764                         | 15                | 1    |  |
| 9        | 17   | Ральф Шумахер       | Toyota\|            | M    | 62   | +1:35.8412                        | 10                |      |  |
| 10       | 12   | Феліпе Масса        | Sauber-Petronas\|   | M    | 61   | +1 коло                           | 18                |      |  |
| 11       | 14   | Девід Култгард      | Red Bull-Cosworth\| | M    | 61   | +1 коло                           | 14                |      |  |
| 12       | 19   | Нараїн Картікеян    | Jordan-Toyota\|     | B    | 61   | +2 кола                           | 16                |      |  |
| 13       | 18   | Тіаго Монтейру      | Jordan-Toyota\|     | B    | 60   | +2 кола                           | 17                |      |  |
| Сх       | ! 21 | Крістіян Альберс    | Minardi-Cosworth\|  | B    |      | 20                                | Гідравліка        | 20   |  |
| Сх       | ! 2  | Рубенс Баррікелло   | Ferrari\|           | B    |      | 18                                | Електрика         | 9    |  |
| Сх       | ! 9  | Кімі Ряйкконен      | McLaren-Mercedes\|  | M    |      | 9                                 | Приводний вал     | 1    |  |
| Сх       | ! 20 | Патрік Фрісахер     | Minardi-Cosworth\|  | B    |      | 8                                 | Зчеплення         | 19   |  |
| Сх       | ! 6  | Джанкарло Фізікелла | Renault\|           | M    |      | 0                                 | Аварія            | 12   |  |
| ДСК      | ! 3  | Дженсон Баттон      | BAR-Honda\|         | M    | 62   | Паливо/Недостатня вага (+10.481)3 | 3                 |      |  |
| ДСК      | ! 4  | Такума Сато         | BAR-Honda\|         | M    |      | 62                                | Паливо (+34.783)3 | 6    |  |
| Джерела: |      |                     |                     |      |      |                                   |                   |      |  |

Примітки
- ↑  — Церемонія подіуму відбулася з Дженсоном Баттоном на третьому пілому до його дискваліфікації.
- ↑  — Після гонки Ральф Шумахер отримав штраф у 25 секунд за небезпеку виїзду з другого піт-стопу перед Ніком Хайдфельдом; Toyota відкликала апеляцію до слухання.
- ↑  — Після гонки болід Дженсона Баттона виявився легшим на 4,98 кг від мінімальної ваги; стюарди спочатку прийняли пояснення BAR як аномалію паливної системи 25 квітня. Однак 5 травня апеляційний суд FIA дискваліфікував обидва боліди BAR і заборонив їм брати участь у двох наступних гонках за «вкрай прикру недбалість і брак прозорості»,[12] зазначивши, що паливна система BAR фактично «використовувала паливо як баласт»,[13] що заборонено правилами Формули-1.

## Положення в чемпіонаті після Гран-прі
|          | Поз. | Пілот               | Очки |
| -------- | ---- | ------------------- | ---- |
|          | 1    | Фернандо Алонсо     | 36   |
|          | 2    | Ярно Труллі         | 20   |
|          | 3    | Джанкарло Фізікелла | 10   |
|          | 4    | Міхаель Шумахер     | 15   |
|          | 5    | Нік Хайдфельд       | 9    |
| Джерело: |      |                     |      |

|          | Поз. | Конструктор      | Очки |
| -------- | ---- | ---------------- | ---- |
|          | 1    | Renault          | 46   |
|          | 2    | Toyota           | 29   |
|          | 3    | McLaren-Mercedes | 25   |
|          | 4    | Ferrari          | 18   |
|          | 5    | Williams-BMW     | 18   |
| Джерело: |      |                  |      |

- Примітка: Тільки п’ять позицій включено до обох таблиць.